# Unidad de tren diésel CNR
La unidad de tren diésel CNR es un modelo de tren diseñado para el servicio suburbano de pasajeros en áreas de baja densidad de población. Los trenes fueron adquiridos por el gobierno argentino en 2013, y son utilizados en la línea Belgrano Sur, que presta servicios en la zona oeste y sur del área metropolitana de Buenos Aires. La construcción se realizó en China y comenzaron a arribar a la Argentina en julio de 2015.
El contrato estableció la fabricación de 27 triplas con dos coches motrices y el intermedio como remolque. Los 81 coches fueron adquiridos en 2013 y la operación tuvo un costo total de 89 millones de dólares.